# جانيت بولدن
جانيت بولدن (بالإنجليزية: Jeanette Bolden)‏ هي منافسة ألعاب القوى أمريكية، ولدت في 26 يناير 1960 في لوس أنجلوس في الولايات المتحدة.

## وصلات خارجية
- جانيت بولدن على موقع الاتحاد الدولي لألعاب القوى (الإنجليزية)
- جانيت بولدن على موقع اللجنة الأولمبية الدولية (الإنجليزية)
- جانيت بولدن على موقع أوليمبيديا (الإنجليزية)